# Избори за одборнике Скупштине Београда 1923.
Избори за одборнике Скупштине Београда, као и за београдско челништво одржани су 19. августа 1923. године.

## О изборима
Од укупног броја одборника који се треба изабрати, две трећине даје се листи која освоји највећи број гласова. Остала трећина одборника расподелиће се осталим листама, сразмерно броју гласова који су освојиле.
На овим изборима главна битка водила се између две листе: листа Народне радикалне странке, и ad hoc листе образоване од Демократске странке, Републиканске странке и Напредњачке странке, заједно с редикалима господина Протића и тзв. незавосних грађана. Ова друга листа названа је Грађанским блоком. На изборима учествовале су и Комунистичка партија, Социјалистичка странка, као и нова Српска странка, међутим ове три листе од самог почетка имале су веома мале шансе за победу и освајање градске управе, која по Закону читава одлази у руке победничкој листи.
Носилац радикалске листе био је Михаило Марјановић, а грађанску листу предводио је Љуба Давидовић. На челу комунистичке листе био је Милан Гројић, док је социјалисте предводио Таса Милојевић. Носилац листе Српске странке био је македонски Србин, Антоније Поп Христић.

## Изборни дан
Адвокат Д. Ранковић након избора рекао је да су предизборне активности за ове изборе обележили спекуланти, корупција, куповина гласова и демагогија.
Медији наводе да је на дан избора Београд био потпуно мртав град. Кафане и хотели (у којима током изборног дана није смео да се служи алкохол) били су празни читавог дана, као и београдске улице. Да по улицама нису били облепљени предизборни плакати и леци, не би се ни знало да се тог дана одржавају избори. Сва бирачка места била су потпуно мирна.
Међутим, пред бирачким местима било је партијских агитатора који су наговарали гласаче да гласају баш за њихову листу. На Дорћолу је, рецимо, група деце урликала и агитовала за гласање за одређене листе. На периферији града, агитација је била доста озбиљнија, и пецкања и добацивања прелазила су све границе. На Палилули навала на биралишта кренула је тек након што је стала киша која је падала тог дана. На Чубури на гласање су изашли готово сви чубурски Роми, који су се с биралишта вратили и сити и задовољни.
Из штабова партија страначки су функционри обилазили бирачка места. Одатле су кретали и страначки аутомобили који су довлачили и одвлачили бираче с бирачких места како би им олакшали долазак по лошем времену. Грађански блок је чак имао и камион у који је утоваривао старце, жене, децу и мушкарце; сем што је развозио људе, овај камион коришћен је и за растурање изборног материјала који су деца избацивала из возила у покрету. То је био главни метод грађанског блока - рекламирање. Радикали су, међутим, слали људе од куће до куће како би извели што већи број гласача на биралишта.
Иако су се на биралиштима налазили чувари кутија који су вредно обављали свој посао, ипак се поткрао покоји лажни гласач, то јест бирач који је гласао под туђим именом. Због тога, чувари кутија су у другој половини дана изричито тражили од бирача да легитимацијом потврде свој идентитет. Један од лажних гласача био је чак и писар министра народног здравља! Овакве случајеве користио је Грађански блок како би нападао радикале током изборног дана.

## Резултати
Победа радикала на овим изборима донела је изненађење и самој Народној радикалној странци, јер ни сами нису очекивали да ће добити оволико велик број гласова. С друге стране, Грађански блок изгубио је ову утакмицу и преко очекивања. Радикалски гласачки кадар у великој мери увећао се од претходних београдских избора - он се практично удвостручио!
Ови избори показали су да је Београд радикалски град и да су радикали у вароши далеко надмоћнији од свих грађанских странака заједно. Народна радикална странка, као једна партија, на овим изборима добила је 6.405 гласа, док је коалиција грађанских странака имала свега 4.979, што је за једва 350 гласова више од резултата који је сама Демократска странка освојила на мартовским парламентарним изборима у Београду. Овај побачај грађанског блока, медији су протумачили одсуством многих грађана који су за време избора били на летовањима или по бањама.
Још је битно напоменути да је на изборе од 21.709 уписаних бирача на изборе изашло само 13.399 њих, што је мање него на претходним општинским изборима.
Главни варошки бирачки одбор саопштио је коначне резултате истог дана у 23.30 часова. Према њима, радикалска листа добила је 6.405 гласова, грађанска листа 4979, комунистичка листа 1.537, социјалистичка листа 312, и Српска странка која је добила 169 гласова.
Радикали су освојили читаву градску управу, као и две трећине одборника у Скупштини Београда, то јест 30 одборника. Грађанска листа добила је 11 одборника, комунисти су добили 3, а социјалисти само једног одборника.
За председника општине изабран је радикал Михаило Марјановић, адвокат из Београда, а за потпредседника Милош Бобић, београдски инжењер.

## Реакције на резултате
Радикали су славили због изборног резултата. Те вечери, испред хотела "Париз" где је био радикалски штаб, окупила се маса света. Чули су се бурни крици и аплаузи. Радикалске присталице окупиле су се око заставе, и чим су објављени резлтати, прославили су певањем химне, а касније носећи српску тробојку, прошетали су се главним градским улицама. Неки радикали су се чак нашли и пред кућом Николе Пашића, где су певали родољубиве песме и клицали краљу и господину Пашићу.

## Након избора
Михаило Марјановић преузео је дужност председника општине 22. августа 1923. године. На том положају остао је све до своје смрти 5. јануара 1925. године. Преминуо је напрасно од можданог удара на седници месног одбора Радикалне странке након саопштења вести о хапшењу Стјепана Радића. На истој седници, видевши да му је позлило, онесвестио се и Никола Пашић.
Свечано је сахрањен наредног дана у Аркадама на Новом гробљу у Београду.